# 星盤號
星盤號（英語：La Coquille）是一艘法國海軍的探險船隻，前身是載運馬匹的駁船。它以參與儒勒·迪蒙·迪維爾的南極探險而聞名。

## 紀念
星盤號次冰河盆地、星盤號冰河、星盤號針、星盤號島、大星盤號礁（斐濟坎達武島）和星盤號礁（紐西蘭）皆以它命名。

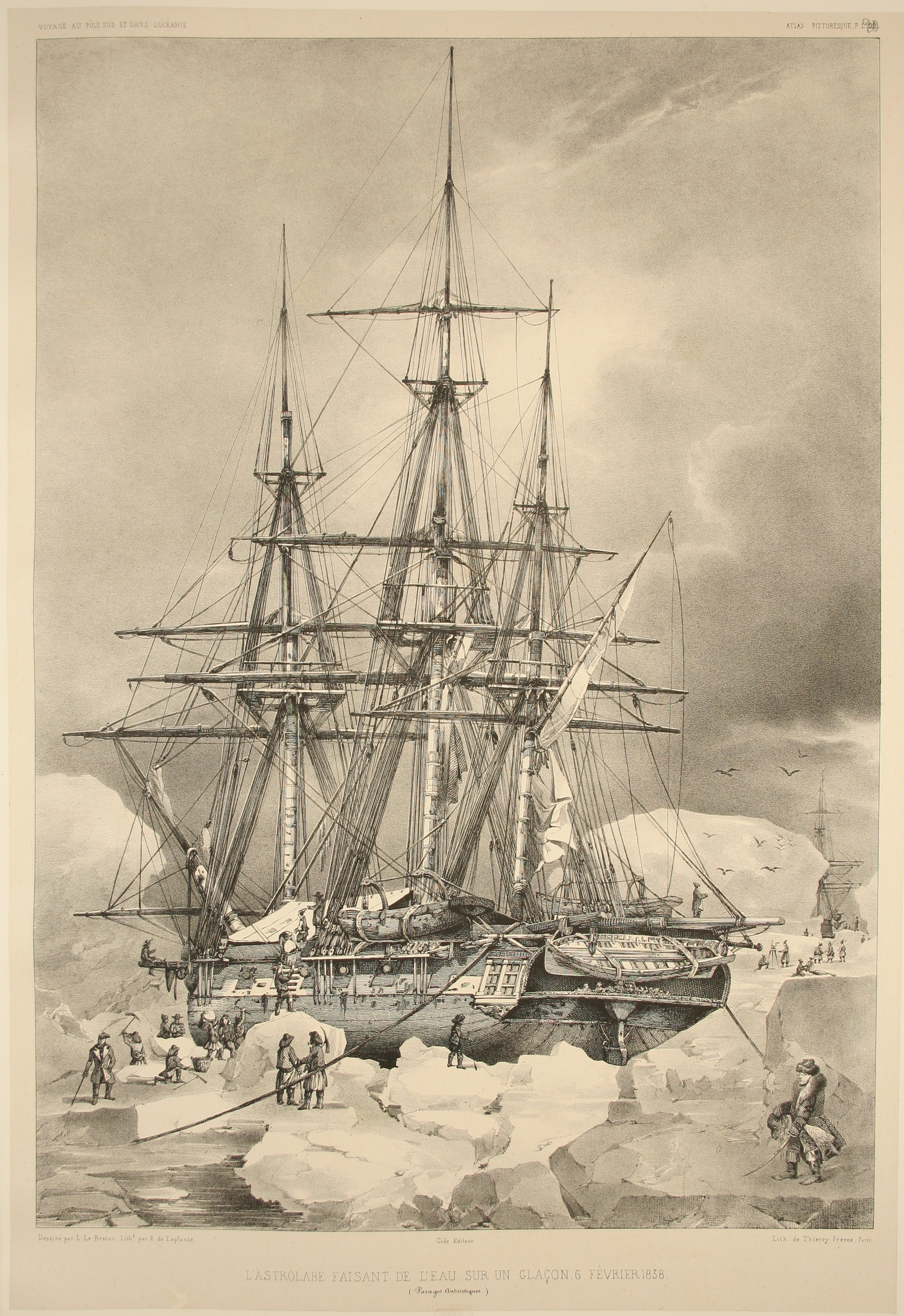
1838年2月6日，浮冰上的星盤號
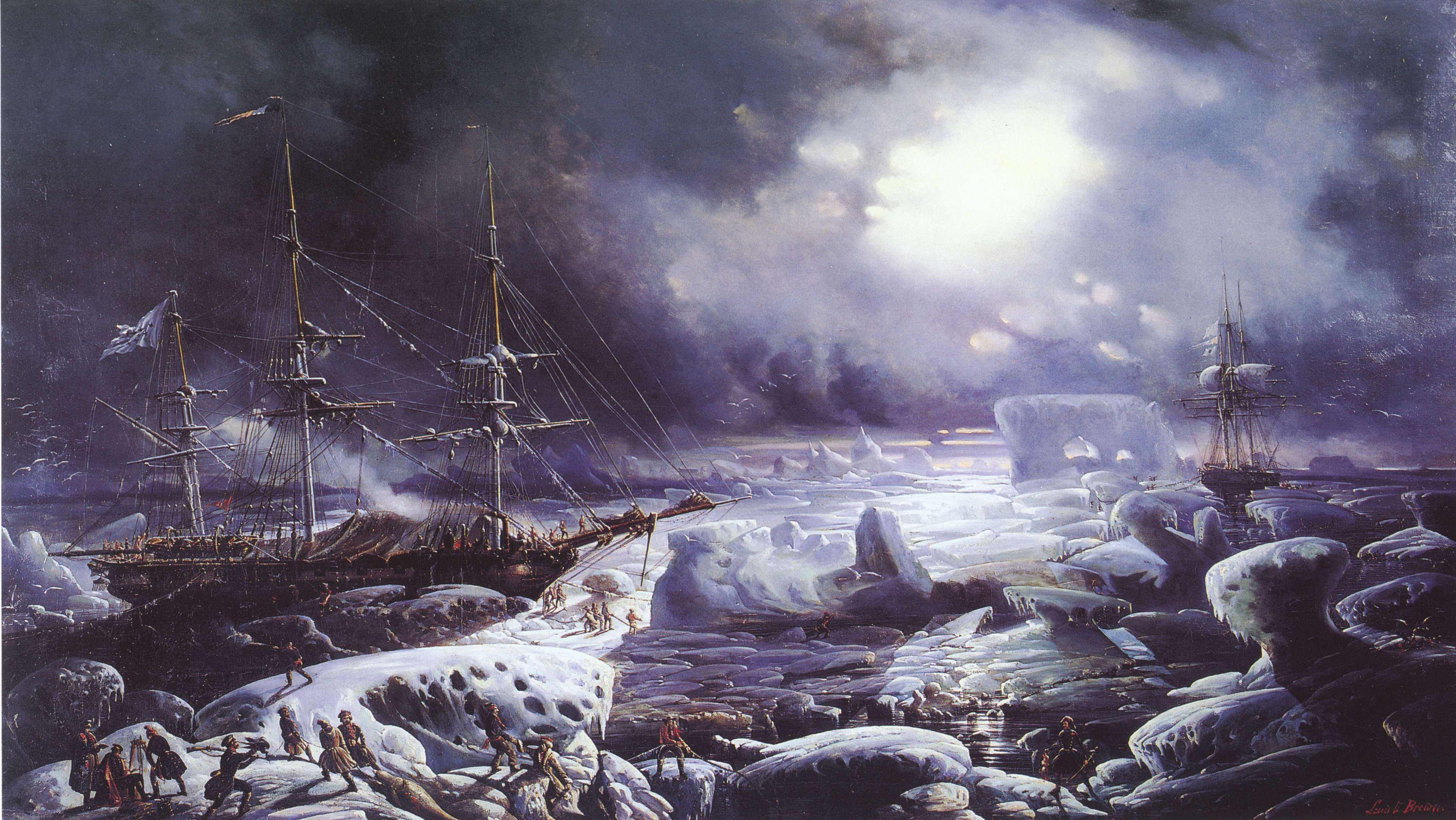
在外澳洲海上的星盤號和熱心號
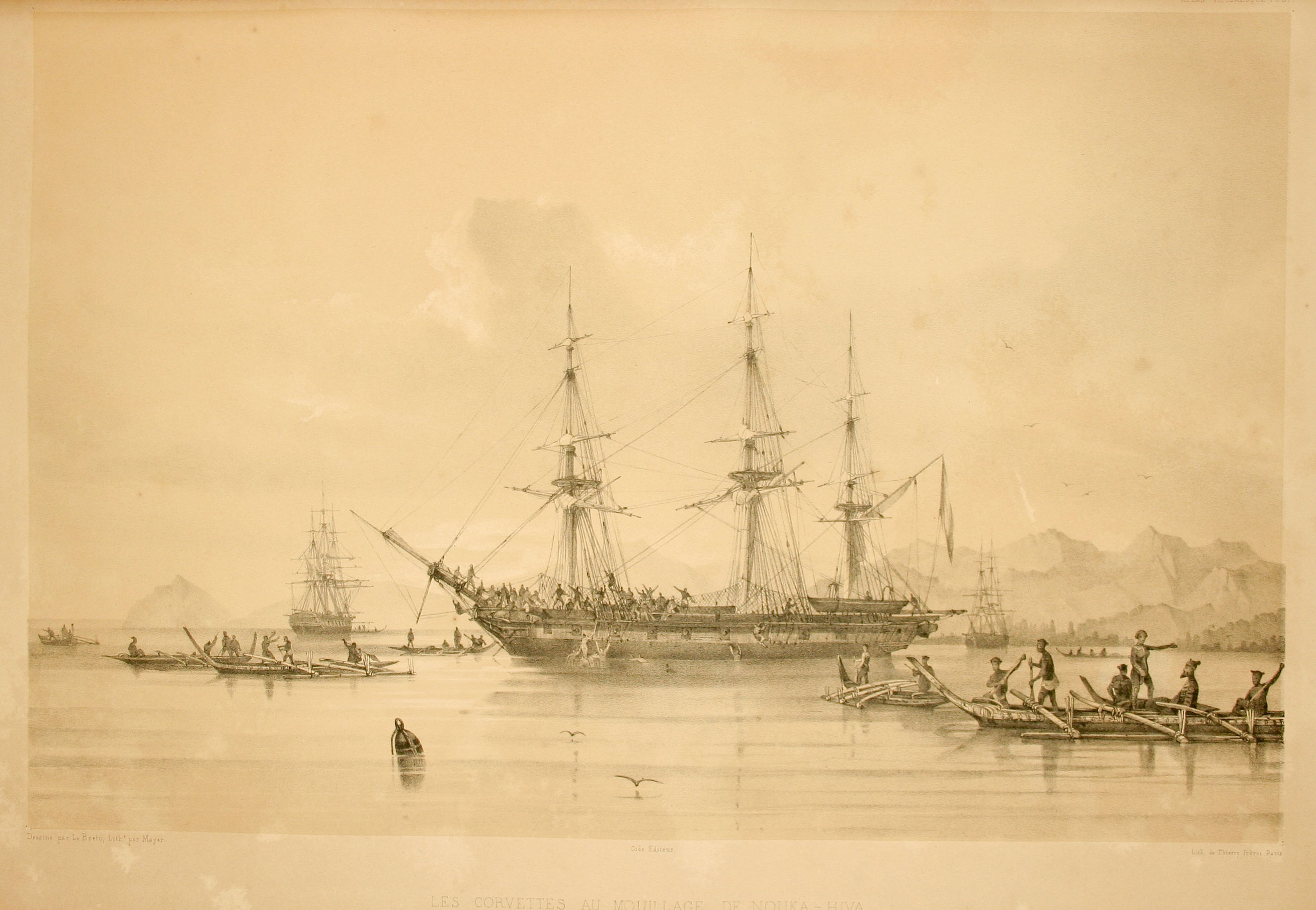

## 外部連結
- 星盤號 （页面存档备份，存于）